# Bernhard Viel
Bernhard Viel (* 1958 in München) ist ein deutscher Autor und Literaturwissenschaftler.

## Leben
Viel studierte Germanistik und Geschichte. 2001 nominierte ihn Albert von Schirnding für den „Berliner Preis für Literaturkritik“. 2007 wurde er an der Ludwig-Maximilians-Universität München bei Georg Jäger mit einer Arbeit zum Nationalismus im Roman der Gründerzeit promoviert. Viel lebt in Berlin und München. Er ist Autor mehrerer Biografien über Schriftsteller und Exzentriker des deutschen Geisteslebens des 19. und 20. Jahrhunderts. Seine Bücher erfuhren größtenteils positive Besprechungen.

## Publikationen
- Utopie der Nation : Ursprünge des Nationalismus im Roman der Gründerzeit. Dissertation. Phil. Fakultät der Universität München. Matthes & Seitz, Berlin 2009, ISBN 978-3-88221-749-0.
- Johann Peter Hebel oder das Glück der Vergänglichkeit. Eine Biografie. C.H. Beck Verlag, München 2010, ISBN 978-3-406-59836-4.
- Egon Friedell. Der geniale Dilettant. Eine Biografie. C.H. Beck Verlag, München 2013, ISBN 978-3-406-63850-3.
- Der Honigsammler. Waldemar Bonsels, Vater der Biene Maja. Matthes & Seitz Berlin, Berlin 2016, ISBN 978-3-95757-148-9.